# Descriptieve metafysica
Descriptieve metafysica (Engels: descriptive metaphysics) is een filosofisch concept, geïntroduceerd door de Engelse filosoof P.F. Strawson in zijn werk Individuals. Descriptieve metafysica staat in contrast met wat Strawson noemt revisionistische metafysica (Engels: revisionary metaphysics). Een revisionistische metafysica wil onze denkstijl veranderen en nieuwe regels voor het denken ontwerpen. Een descriptieve metafysica staat daarentegen positief ten opzichte van onze alledaagse, gangbare concepten en houdt zich enkel bezig met de feitelijke beschrijving van ons denken over de realiteit.

## Verklaring
In zijn boek Individuals legt Strawson dit onderscheid als volgt uit:
 “Descriptive metaphysics is content to describe the actual structure of our thought about the world, revisionary metaphysics is concerned to produce a better structure.” 
Nederlandse vertaling:
 "Descriptive metafysica stelt zich tevreden met het beschrijven van de werkelijke structuur van ons denken over de wereld, terwijl revisionistische zich bezighoudt met het creëren van een betere structuur."
Descriptieve metafysica beschrijft dus een bepaalde manier van filosoferen rond metafysica. Het heeft als doel om de realiteit te beschrijven zoals zij zich manifesteert voor het menselijk verstand. Een veelvoorkomende methode bij descriptieve metafysica is bijgevolg de conceptuele analyse. Met de term 'descriptief' drukt Strawson uit dat hij het niet nodig acht om aanpassingen of herzieningen van ons denken te bewerkstelligen omdat hij ervan overtuigd is dat er een gedeeld en universeel conceptueel schema is, dat bij elke mens aanwezig is, en waarvan we bewust zijn dat het aanwezig is (Shared conceptual schemes). Strawson acht het echter onmogelijk hiervoor een rechtvaardiging of fundament te vinden en stelt dus, daardoor, dat het enige wat we echt kunnen doen is ons bezighouden met het beschrijven (to describe) en analyseren van dit schema.
Strawson beweert tevens dat de metafysica door de eeuwen heen kan verdeeld worden in deze twee soorten metafysica. Zo kan men Aristoteles en Immanuel Kant als voorlopers van de descriptieve metafysica, terwijjl hij René Descartes, Gottfried Leibniz en George Berkeley ziet als vertegenwoordigers van revisionistische metafysica.
Een ander duidelijk voorbeeld van een descriptief metafysische ingesteldheid vindt men bij de latere Oostenrijks-Britse filosoof Ludwig Wittgenstein, en meer in het algemeen met de op hem voortgebouwde ordinary language philosophy. Bij Wittgenstein komt deze descriptieve attitude vooral naar voren in zijn postuum uitgegeven werk Philosophische Untersuchungen (Filosofische onderzoekingen) waarin hij een opvatting over taal verdedigt waarbij men moet kijken hoe woorden in het dagelijks leven worden gebruikt, en deze beschrijven. Dit blijkt uit het volgende citaat:
"Kijk bijvoorbeeld eens naar de activiteiten die we 'spelen' noemen. Ik bedoel bordspelen, kaartspelen, balspelen en Olympische Spelen, enzovoort. Wat hebben deze allemaal gemeenschappelijk? - Zeg niet: 'Ze moeten iets gemeen hebben, anders zouden ze geen 'spelen' heten' [revisionistische metafysica] - maar kijk, of ze allemaal iets gemeen hebben. Want als je ze bekijkt zul je weliswaar niet iets zien dat ze allemaal gemeen hebben, maar je zult gelijkenissen, verwantschappen zien en wel een hele reeks. Zoals gezegd: denk niet, maar kijk!"
Wittgenstein pleit hier dus voor een filosofische methode waarin men niet via abstracte denkoefeningen en redeneringen gesofisticeerde schema's zou verkrijgen die de wereld zouden 'bevatten', maar daarentegen staat hij een filosofie voor waarin men simpelweg de werkelijkheid, de taal beschrijft zoals die overkomen bij de alledaagse mens en in het alledaagse leven.
Ook de vooraanstaande Vlaamse Herman De Dijn pleit, geïnspireerd door Leszek Kołakowski, voor een vorm van descriptieve metafysica en zet zich af tegen revisionistische metafysica die hij beschrijft als "wetenschappelijke metafysica, met de pretentie van een superwetenschappelijk weten."

## Revisionistische metafysica
Voorbeelden van revisionistische metafysici zijn Derek Parfit en Galen Strawson, de zoon van P.F. Strawson. Parfit schrijft:
“Strawson describes two kinds of philosophy, descriptive, and revisionary. Descriptive philosophy gives reasons for what we instinctively assume, and explains and justifies the unchanging central core in our beliefs about ourselves, and the world we inhabit. I have great respect for descriptive philosophy. But, by temperament, I am a revisionist. [...] I try to challenge what we assume. Philosophers should not only interpret our beliefs; when they are false, they should change them.”